# Засуджений
Засуджений — особа, яка визнана у судовому порядку винним у скоєнні злочину (як правило, з призначенням відповідного покарання). За кримінально-процесуальним правом засудженим визнається також особа, обвинувальний вирок якій ще не набув законної сили.